# Коутоу

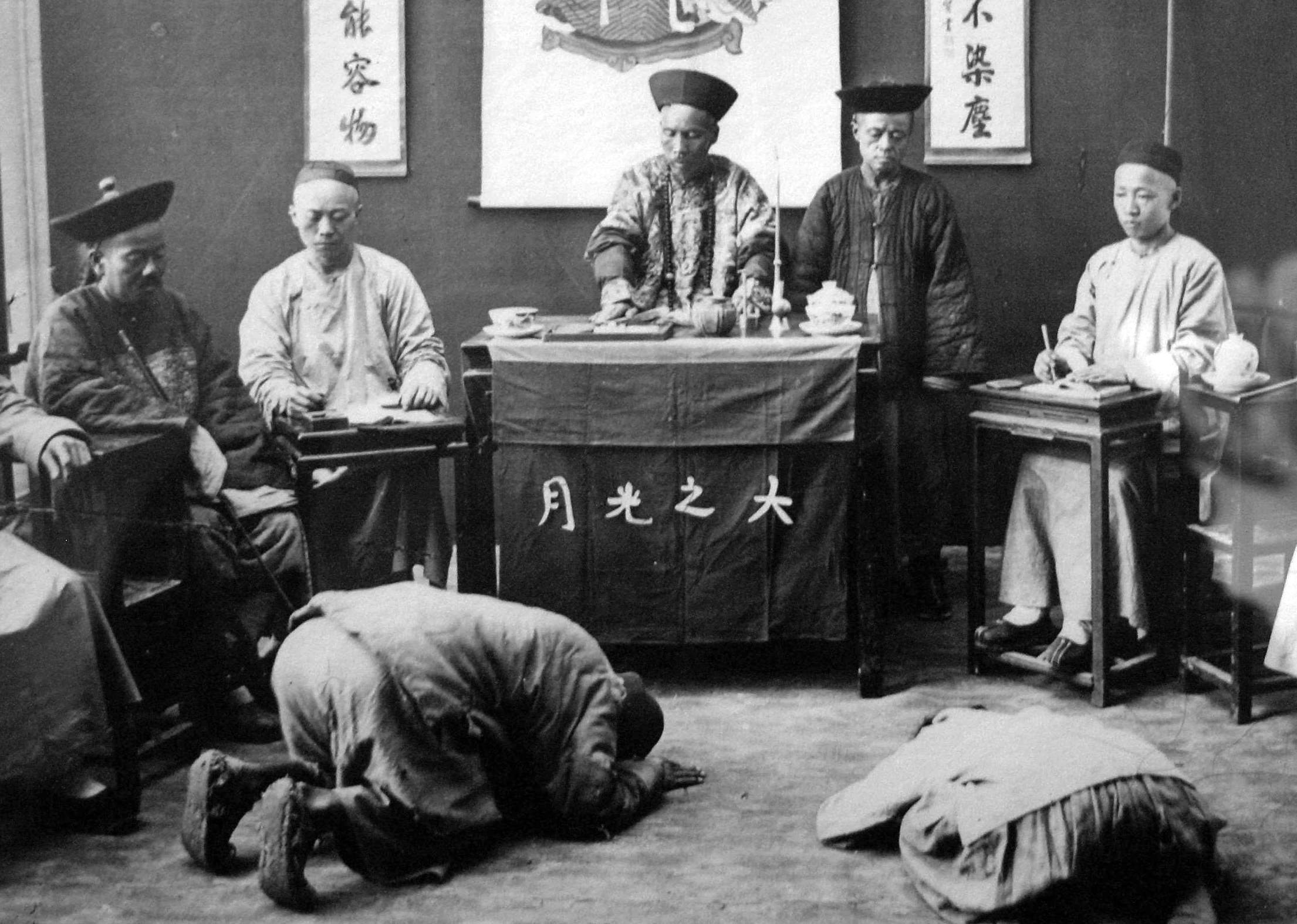
Коутоу в суде

Коутоу (кит. трад. 叩頭, упр. 叩头, пиньинь Kòutóu) — обряд тройного коленопреклонения и девятикратного челобитья (поэтому также описательно «саньгуй цзюкоу»), который по китайскому дипломатическому этикету было принято совершать при приближении к особе императора.
Представители Голландской Ост-Индской компании (например, Исаак Титцинг) трижды кланялись до пола в знак подчинения императору династии Мин.
Официальные же посланники европейских государей — например Фёдор Байков — находили челобитье на коленях унизительным и отказывались совершать обряд как косвенное признание подданства их государя цинскому богдыхану. Эта патовая ситуация на протяжении долгого времени затрудняла дипломатические и торговые контакты между Европой и Поднебесной. Тем не менее, ей приходилось следовать — не соблюдавшие этого требования послы не допускались к аудиенции. Понимая сложности соблюдения этикета, для европейских посланцев даже делали некоторые послабления — позволяли проводить церемонию «смазанно», «извиняя» их тем, что у «варваров» не хватает практики и само их желание увидеть цинского императора и совершить указанный обряд заслуживает поощрения допуском на аудиенцию. Однако порой коутоу использовали для давления на послов.
Так, в 1816 г. император Цзяцин наконец потерял терпение и велел выдворить из страны под разными предлогами избегавшего поклонов британского посланника лорда Амхёрста, а короля просил больше не докучать ему посольствами. В подобную же ситуацию попал направленный ко двору императора Цзяцина русский посол Ю. А. Головкин, когда цинские чиновники просили его выполнить на границе с Китаем ритуал коутоу перед портретом императора.
Практика коутоу для послов европейских держав была отменена в связи с подписанием империей Цин неравноправных договоров после поражения в Опиумных войнах.
Падать ниц в китайском мире было принято не только при обращении к императору. Подобные обряды прежде совершались при обращении к судье как к представителю императора, они приняты в практике китайских буддийских паломников (при поклонении святыням) и иногда в ряде восточных единоборств (при обращении ученика к мастеру).